# Ninodes splendens
Ninodes splendens là một loài bướm đêm trong họ Geometridae.